# Онайда
Вижте пояснителната страница за други значения на Онайда.
Онайда (на английски: Oneida) е едно от петте основни племена на Ирокезката лига. В началото на 17 век Онайда е най-малобройното племе на Лигата. В този период племето живее в няколко села центрирани в района на Онайда Крийк в Ню Йорк. Територията им се разширява на север до езерото Онтарио и на юг до горната част на река Саскуехана. Според устната им история те са второто ирокезко племе, което приема предложението на Деганауида и Хайяуата за формирането на Лигата. В Съвета на Лигата са известни като „младшите братя“ или „племенниците“ и са представени от 9 „хояне“ – вождове, по трима от всеки клан на племето (вълк, костенурка и мечка). Самите те се наричат „ониотака – хората на побития камък“ или „онайотекаоно“, откъдето идва и името Онайда.

## История
До края на 18 век войните с французите и техните индиански съюзници, както и преживените епидемии силно намаляват населението им. В този период племето се състои от 2/3 хурони и алгонкини.
През 1668 г. отец Брюе споменава, че Онайда са най-жестоките и кръвожадни членове на Лигата, които постоянно воюват с алгонкините и хуроните. След 1667 г. повечето Онайда, предимно тези които приемат християнството се преместват в Канауага при французите. След 1711 г. при тези, които остават в родината си започват да се заселват бежанци тускарора от Северна Каролина. С протекцията на Онайда, през 1722 г. тускарора са приети като шести пълноправен член на Лигата. По време на Войната за независимост онайда се присъединяват към американците. След войната новото правителство им гарантира целостта на 6 милиона акра от изконните им земи в Ню Йорк. Под постоянен натиск обаче през следващите години, племето е принудено да продаде по-голямата част от земята си. Между 1820 и 1830 г. закупуват земя от меномините, близо до Грийн Бей в Уисконсин и до 1834 г. повечето се преместват. Тези, които остават в Ню Йорк не получават земя за резерват от правителството, но им е разрешено да се заселят в резервата Онондага. Несъгласните с това отиват в Канада и се присъединяват към Шестте нации на Гранд Ривър.

## Съвременни онайда
В края на 20 век племето има над 16 000 членове, около 11 000 от които живеят във и в близост до резервата (265 кв. км) западно от Грийн Бей в Уисконсин. Други около 700 живеят близо до Онайда и в резервата Онондага в Ню Йорк. В Онтарио има над 4600 Онейда, разделени между 2800, живеещи на река Темза и други в резервата на Шестте нации на Гранд Ривър.